# Antennatus flagellatus
Antennatus flagellatus is een straalvinnige vissensoort uit de familie van voelsprietvissen (Antennariidae). De wetenschappelijke naam van de soort is voor het eerst geldig gepubliceerd in 1997 door Ohnishi, Iwata & Hiramatsu.